# Joseph Boussinesq
Joseph Valentin Boussinesq (1842-1929) fue un matemático y físico francés que se especializó en mecánica de fluidos.

## Vida y Obra
Hijo de un modesto agricultor de un pequeño pueblo entre Béziers y Montpellier, el joven Boussinesq dejó la casa paterna por esta última ciudad para poder cursar estudios superiores, en contra del deseo de su padre de que continuara explotando la granja familiar. En 1861 obtuvo su licenciatura en ciencias en la universidad de Montpellier. Los años sucesivos fue profesor de secundaria en Agde, Vigan y Gap, hasta que en 1867 obtuvo el doctorado de la Facultad de Ciencias de París.
A partir de esta fecha, en que Saint-Venant, un reconocido ingeniero, se fijó en él y lo convirtió en su protegido, comenzó su carrera de docencia e investigación universitaria. Primero obteniendo una titulación en física y después siendo nombrado profesor de cálculo en la universidad de Lille (1873), cargo que mantendrá hasta el 1886, en que es elegido miembro de la Academia de Ciencias de Francia y se traslada a París, donde ocupará, además, diferentes cátedras en la Sorbona (Mecánica, Física teórica y Probabilidad).
La gran mayoría de obras de Boussinesq versan sobre dinámica de fluidos e hidráulica.